# Kameanka, Terebovlea
Kameanka (în ucraineană Кам'янка) este un sat în comuna Darahiv din raionul Terebovlea, regiunea Ternopil, Ucraina.

## Demografie
Componența lingvistică a localității Kameanka
     Ucraineană (97,85%)
     Rusă (2,15%)
Conform recensământului din 2001, majoritatea populației localității Kameanka era vorbitoare de ucraineană (97,85%), existând în minoritate și vorbitori de rusă (2,15%).